# Vigo (comarque)
Pour les articles homonymes, voir Vigo.
La comarque de Vigo dans la province de Pontevedra en Galice (Espagne) est composée des onze communes suivantes : 
Baiona, Fornelos de Montes, Gondomar, Mos, Nigrán, Pazos de Borbén, O Porriño, Redondela, Salceda de Caselas, Soutomaior et Vigo. Le chef lieu de la comarque est Vigo. Cette comarque est une subdivision territoriale récente et hétérogène. Elle regroupe  plusieurs comarques historiques avec des caractéristiques particulières et aux dimensions moindres, comme l'ancienne comarque du O Val Miñor dont le chef lieu était Baiona.